# 五羰基合锰酸钠
五羰基合锰酸钠是一种有机锰化合物，化学式为NaMn(CO)5，它可由十羰基二锰和钠汞齐在四氢呋喃中反应制得。
Mn2(CO)10 + Na[Hg] → 2 Na[Mn(CO)5] + [Hg]

## 反应
五羰基合锰酸钠和1,3-二溴丙烷反应，可以得到(CH2)3[Mn(CO)5]2，但和1,2-二溴乙烷并不会得到类似物，生成的主产物是十羰基二锰；和二溴丙烷反应得到的前者产物经结构表征，确定为环状金属卡宾配合物（(CO)5Mn−Mn(=CO(CH2)3)(CO)5）；它和酰氯反应，生成内酯，如和丁二酰氯反应，生成五羰基锰丁烯内酯。
它和三甲基氯硅烷在四氢呋喃中反应，得到红色溶液，再向其加入三苯基膦和乙酸，可以生成(CH3COO)Mn(CO)2[P(C6H5)3]2。它和氰化碘在四氢呋喃中反应，可以得到cis-Na[Mn(CO)4(CN)I]。
它和二苯基氯化铊在醚中反应，可以得到(C6H5)2TlMn(CO)5；将铊源换为苯基二氯化铊，可以制得ClTl[Mn(CO)5]2。它和一溴化锗反应，可以得到橙色的Ge4Br4[Mn(CO)5]4和红色的Ge6Br2[Mn(CO)5]6。

## 应用
五羰基合锰酸钠可用于制备其它五羰基锰基化合物，如和三烷基卤硅烷反应引入Si-Mn键：
Na[Mn(CO)5] + R3SiX → R3SiMn(CO)5 + NaX